# Benvenuti a Eden
Benvenuti a Eden (Bienvenidos a Edén) è una serie televisiva drammatica spagnola, distribuita sulla piattaforma di streaming Netflix dal 6 maggio 2022 al 21 aprile 2023. È creata e scritta da Joaquín Górriz e Guillermo López Sánchez, diretta da Daniel Benmayor e Menna Fité, prodotta da Brutal Media e ha come protagonisti Amaia Aberasturi, Amaia Salamanca, Belinda e Albert Baró.
In Italia la serie è stata distribuita sul servizio di streaming Netflix dal 6 maggio 2022 al 21 aprile 2023. Nel luglio 2023 la serie è stata cancellata da Netflix dopo due stagioni.

## Trama
Zoa, Rey, Gómez-Fajardo e altre quattro persone ricevono un invito a partecipare a una festa su un'isola come trovata pubblicitaria di una marca di drink. Scopriranno troppo tardi le vere intenzioni degli organizzatori.  

## Episodi
| Stagione         | Episodi | Pubblicazione Spagna | Pubblicazione Italia |
| ---------------- | ------- | -------------------- | -------------------- |
| Prima stagione   | 8       | 2022                 | 2022                 |
| Seconda stagione | 8       | 2023                 | 2023                 |

## Personaggi e interpreti

### Personaggi principali
- Zoa Rey Gómez-Fajardo, interpretata da Amaia Aberasturi, doppiata da Sara Labidi. È una ragazza che si lancia in un'avventura andando a una festa in barca sponsorizzata da un'azienda di drink. Ha una madre alcolista e inaffidabile e un padre sempre fuori per lavoro. Cresce da sola la sorella adolescente Gabi.
- Ástrid Bartos Sepúlveda, interpretata da Amaia Salamanca, doppiata da Valentina Favazza. È la moglie di Erick e fondatrice della Eden Foundation, basata sulle teorie ambientali e cospirazioniste del padre defunto. Non può avere figli e si è appropriata del figlio di Erick e di una sua amante occasionale sull'Isola.
- África Penati Guerra, interpretata da Belinda, doppiata da Anna Maria Laviola. È una influencer che va alla festa della Fondazione, molto festaiola e pazza. Si innamora di Erick.
- Charly, interpretato da Tomy Aguilera, doppiato da Niccolò Ward. È uno dei ragazzi che è andato alla festa della Fondazione per dimenticare il trauma passato della morte della sorellina minore 11 anni prima (che sembra abbia causato lui involontariamente e per questo disprezzato dalla famiglia)
- Ibón Arreguì (stagioni 1-2), interpretato da Diego Garisa, doppiato da Gabriele Patriarca. È uno dei ragazzi che va alla festa della Fondazione, è sempre in bilico che aderire davvero a Eden perché la sua vita è sempre stata una gabbia dorata in cui è controllato costantemente e ossessivamente dal padre, a capo di una grande azienda e che ha già deciso il suo futuro.
- Gaby Rey Gómez-Fajardo, interpretata da Berta Castañé. È la sorella minore di Zoa, che sta cercando incessantemente. Riesce a farsi invitare ad Eden sotto il falso nome di Molly ma viene scoperta.
- Aldo Roig Muro (stagione 1), interpretato da Albert Baró, doppiato da Filippo Salvini. È uno dei ragazzi che va alla festa della Fondazione e dal primo momento è sospettoso delle intenzioni di Ástrid. Cerca di mettere in guardia gli altri sulle stranezze dell'isola ed è il primo a capire che sono in trappola. Tenterà la fuga.
- Maika, interpretata da Lola Rodríguez, doppiata da Eva Padoan. È una ragazza dipendente dalla tecnologia molto fedele ad Ástrid, ha trovato nella Fondazione il suo scopo nella vita. Si innamora di Charly e questo fa vacillare la sua fedeltà al sistema..
- Erick, interpretato da Guillermo Pfening, doppiato da Marco Vivio. È il marito di Ástrid e fondatore della Eden Foundation.Condivide gli ideali della moglie ma non si fa scrupolo a tradirla con nuove ragazze arrivate sull'isola. Acconsente che Astrid si appropri della maternità di Isacc (in realtà figlio di Erick e di una donna dell'isola), crescono Isacc perchè diventi il leader del gruppo quando sarà il momento di andare nel Nuovo Eden .
- Roberta Gómez-Fajardo, interpretata da Blanca Romero, doppiata da Marina Guadagno. È la madre di Zoa e Gaby.
- Bel, interpretata da Begoña Vargas, doppiata da Livia Amatucci. È una ragazza dura ed enigmatica che vive nell'Eden.
- Nicolás "Nico" (stagioni 1-2), interpretato da Sergio Momo, doppiato da Federico Campaiola. È un ragazzo divertente che entra nella Fondazione.
- Judith (stagione 1), interpretata da Ana Mena, doppiata da Marta Giannini. È la migliore amica di Zoa, con la quale è andata alla festa della Fondazione.
- Claudia (stagione 1), interpretata da Berta Vázquez, doppiata da Chiara Sansone. È una donna che è stata nell'Eden per molto tempo e che si collega a Zoa.
- Alma, interpretata da Irene Dev. È una ragazza che si vede riflessa negli ideali della Fondazione.
- Ulises Gracia Delgado (stagione 1), interpretato da Alex Pastrana, doppiato da Alessio Nissolino. È un ragazzo freddo e implacabile che farà di tutto per ottenere ciò che vuole.
- Orson, interpretato da Joan Pedrola. È un lavoratore dell'Eden molto fedele alla Fondazione.
- Brenda (stagione 1, guest 2), interpretata da Claudia Trujillo. È una ragazza che salvaguarda gli ideali della Fondazione affinché le regole dell'isola siano rispettate.
- Eloy, interpretato da Carlos Soroa. È un membro muto della Fondazione amico di Bel. Incontra per caso Isacc e rivela a tutti il vero scopo della Fondazione : creare una comunità umana che si faccia portare via dagli alieni per vivere in un mondo lontano senza inquinamento. La fondazione invia continuamente messaggi di SOS nello spazio perché gli alieni li salvino dalla Terra.
- Saúl (stagioni 1-2), interpretato da Jonathan Alonso. È un membro della Fondazione, un medico e preposto alla salute degli altri membri.
- Eva, interpretata da Dariam Coco, doppiata da Sara Giacopello. È una ragazza che vive nell'Eden, un po' strana e attenta.
- Manuel Rey (stagione 1), interpretato da Mario de la Rosa. È il padre di Zoa e Gaby.
- Brisa, interpretata da Ana Wagener, doppiata da Claudia Carlone. È un'investigatrice privata assunta dal padre di Ibón che si mette in contatto con Gaby.

### Personaggi secondari
- David (stagione 1), interpretato da Jason Fernández, doppiato da Alex Polidori. È un ragazzo che va alla festa sull'isola.
- Lucas, interpretato da César Mateo, doppiato da Mattia Billi. È un membro della Fondazione che si occupa del trasporto degli esordienti sull'isola.
- Fran (stagione 1), interpretata da Martí Atance. È un membro della Fondazione che non è d'accordo con le procedure dell'isola.
- Isaac, interpretato da Max Sampietro. È un ragazzo che vive sull'isola e figlio di Ástrid ed Erick.
- Nuria (stagioni 1-2), interpretato da Anna Alarcón Visús. È una donna che si prende cura nonché madre biologica di Isaac.
- Danae, interpretata da Lucía Guerrero. È una ragazza della Fondazione che lavora al largo dell'isola insieme a Lucas.

## Produzione
La serie è creata e scritta da Joaquín Górriz e Guillermo López Sánchez, diretta da Daniel Benmayor e Menna Fité e prodotta da Brutal Media. Nel febbraio 2022, tre mesi prima della sua anteprima, Netflix ha rinnovato la serie per una seconda stagione. Il 7 luglio 2023 è stata annunciata la cancellazione della serie dopo appena due stagioni, lasciandola priva di un finale.

### Casting
Il cast principale della serie è stato confermato a febbraio 2022 ed è composto da Amaia Salamanca, Amaia Aberasturi, Belinda, Lola Rodríguez, Sergio Momo, Begoña Vargas, Ana Mena e Berta Vázquez.

### Riprese
Le riprese della prima stagione della serie sono iniziate il 22 febbraio 2021 e sono state effettuate in diverse località spagnole come Barcellona, Alicante e Lanzarote. Nell'aprile dello stesso anno, le riprese si sono spostate a San Sebastián. Alla fine del mese di maggio dello stesso anno, il regista Daniel Benmayor ha annunciato la fine delle riprese della serie. Le riprese della seconda stagione sono state svolte dal 25 maggio al luglio 2022 e sono state effettuate in località come Lanzarote e Teruel, le scene sulla spiaggia sono state girate alle Isole Canarie, mentre alcune scene sono state girate a Barcellona, Blanes e San Sebastián.

## Distribuzione
In Spagna la serie è stata distribuita sul servizio di streaming Netflix dal 6 maggio 2022 al 21 aprile 2023: la prima stagione è stata distribuita il 6 maggio 2022, mentre la seconda stagione è stata distribuita il 21 aprile 2023. Negli stessi periodi entrambe le stagioni sono state distribuite anche in Italia, sempre su Netflix.

## Promozione
Nel febbraio 2022 è stato annunciato che la serie sarebbe stata presentata in anteprima nell'aprile dello stesso anno, oltre a rivelare le prime immagini degli episodi. La serie è stata ritardata per fare spazio a Gli eredi della terra (Los herederos de la tierra) e alla quinta stagione di Élite, mentre alla fine di marzo 2022 è stato annunciato che la prima stagione sarebbe finalmente arrivata sulla piattaforma Netflix il 6 maggio 2022.

### Ricezione

#### Cancellazione di Netflix
Il 7 luglio 2023, Netflix ha deciso di cancellare la serie, cosa che ha colto di sorpresa i fan, dal momento che la seconda stagione aveva raggiunto 92 milioni di ore guardate nelle cinque settimane in cui era rimasta nella top 10 mondiale delle serie non di lingua inglese. In risposta, è stata aperta una raccolta di firme su Change.org per cercare di ottenere il rinnovo della serie per una terza stagione.